# 庫特 (科諾托普區)
庫特（烏克蘭語：Кут），曾是烏克蘭東北部蘇梅州科諾托普區的村庄，1988年撤销。處於小羅緬河左岸，距離大薩姆比爾和小薩姆比爾1.5公里。